# Anne Guglielmetti
 (mars 2017).
Si vous disposez d'ouvrages ou d'articles de référence ou si vous connaissez des sites web de qualité traitant du thème abordé ici, merci de compléter l'article en donnant les références utiles à sa vérifiabilité et en les liant à la section « Notes et références ».
Anne Guglielmetti, née en 1952, est une écrivaine et une traductrice française.

## Biographie
Anne Guglielmetti est née en 1952 à Paris. Après des études de psychologie à l'université de Nanterre, de japonais à l'Institut national des Langues et Civilisations Orientales et d'histoire de l'art à l'École du Louvre, elle décide de se consacrer à l'écriture et vit de petits métiers. Elle séjourne deux ans en Italie, à Gaeta (Latium), avec le peintre argentin Jorge Brito.
Les lieux dans lesquels elle vit sont déterminants : Montreuil-sous-bois servira de cadre à son premier roman, La Belle Italie ; Gaeta lui inspirera La Corne de Corail ; la Normandie sera au centre du Domaine. Elle déclare en 2002 : « Tout commence, a toujours commencé pour moi dans l'écriture, par la rencontre avec un lieu. Mes romans ont immanquablement ce fondement : un lieu me fait signe.[source insuffisante] »
À partir de 1988, Anne Guglielmetti traduit de l'italien plusieurs livres, articles et catalogues d'exposition, principalement dans les domaines de l'histoire de l'art et de l'architecture.
En octobre 2007, grâce à une bourse Stendhal du ministère des Affaires étrangères, elle séjourne à Venosa (Basilicate), où elle se documente sur l'épopée normande en Italie du Sud, point de départ de son roman Les Pierres vives.
En 2011, elle fonde avec Vincent Gille la revue littéraire et artistique Mirabilia.
Ancrée dans la nature, son œuvre romanesque, que l'on peut associer au réalisme magique, comporte une forte dimension spirituelle : « Les histoires que j'ai écrites et celles qui me restent à écrire ont en commun – outre le huis clos – de relier l'être humain à une dimension qui le dépasse et dont, cependant, il est l'unique témoin, une dimension qui confère à son aventure tout son mystère et toute sa dignité, sur cette Terre en route pour on ne sait où.[source insuffisante] » Le critique Sébastien Lapaque écrit à propos du Domaine : « Si tout grand roman est la réponse d'un écrivain à ses prédécesseurs, Le Domaine est assurément adressé à Joyce, Giono, Faulkner, romanciers de la terre et du temps. Il est toujours périlleux de placer un livre aussi haut mais le souffle épique dispose à l'audace. Elle possède une manière biblique d'explorer un coin minuscule de l'univers, de s'y attarder, d'y éclairer les tragédies cachées derrière les travaux et les jours. »

## Œuvres
- La Belle Italie, Paris, Éditions Buchet/Chastel, 1982, 317 p. (BNF 34691196) - rééd. 2001
- L’Anniversaire, Paris, Éditions Buchet/Chastel, 1984, 214 p. (BNF 34757634)
- La Corne de corail, Paris, Éditions Buchet/Chastel, 1987, 219 p.  (ISBN 2-7020-1285-X)
- Le Domaine, Arles, France, Actes Sud, coll. « Générations », 1998, 414 p.  (ISBN 2-7427-2026-X)
- Les Paroles des jours, Arles, France, Actes Sud, coll. « Générations », 2002, 139 p.  (ISBN 2-7427-3685-9)
- Le Chas de l'aiguille, Paris, Éditions Buchet/Chastel, 2002, 101 p.  (ISBN 2-283-01878-1)
- Les Pierres d’attente, phot. de Jean-Christophe Ballot, Paris, Éditions Buchet/Chastel, 2003, 109 p.  (ISBN 2-283-01977-X)
- Les Pierres vives, Arles, France, Actes Sud, 2016, 320 p.  (ISBN 978-2-330-06066-4)
- Deux femmes et un jardin, Interférences Eds, 2021  (ISBN 2909589447)

## Nouvelles et articles
- "Les Fleurs, dites-vous", nouvelle, Le Nouveau Recueil, septembre-octobre 2005
- "La Fillette et le grenier, une figure tutélaire dans l'œuvre de Léon Spilliaert", Mirabilia no 1, décembre 2011
- "Arethuse", nouvelle, Mirabilia no 2, juin 2012
- "Lorsque la figure humaine s'efface dans le miroir - sur Pierre Bonnard", Mirabilia no 5, avril  2014
- "Pourquoi l'Ulysse d'Homère ?", dans Dans les pas d'Ulysse de Cyril Hahn, catalogue d'exposition, Paris, La Goutte d'eau, 2014
- "Le Temps dans la peinture d'Andrew Wyeth", Mirabilia no 6, novembre 2014

## Traductions choisies
- Scandinavie, architecture 1965-1990, de Christian Norberg-Schulz, Paris, Éditions Le Moniteur, 1991
- "Fortunato Depero Futuriste - De Rome à Paris 1915-1925", catalogue d'exposition, Paris, Paris-Musées, 1996
- L'Art du lieu - architecture et paysage, permanence et mutations, Christian Norberg-Schulz, Paris, Éditions Le Moniteur, 1997
- Léonard de Vinci, Pietro C. Marani, Arles, France, Éditions Actes Sud, 1999
- Histoire de la ligne, M. Brusatin, Paris, Éditions Flammarion, 2002
- Au-delà de l'architecture, Massimiliano Fuksas, Paris, Éditions Le Moniteur, 2005
- Michel-Ange sculpteur, Cristina Acidini-Luchinat, Arles, France, Éditions Actes Sud, 2006
- Le Prince aux pieds nus, Laura Mancinelli, Paris, France, Éditions Buchet-Chastel, 2007
- La Foi et le pouvoir, le Vatican et l'Italie, de Pie IX à Benoît XVI, Sergio Romano, Paris, Éditions Buchet/Chastel, 2007
- Giovanna Marini, Ignazio Macchiarella, Arles, France, Éditions Actes Sud, 2007
- La Renaissance à Rome, Sergio Guarino, Arles, France, Éditions Actes Sud, 2008
- Giorgione, Enrico Maria Dal Pozzolo, Arles, France, Éditions Actes Sud, 2009
- "La Renaissance et le rêve", catalogue d'exposition, Paris, Musée du Luxembourg-Réunion des Musées nationaux, 2013
- Piero della Francesca, Alessandro Angelini, Arles, France, Éditions Actes Sud, 2014
- Fra Angelico, Timothy Verdon, Arles, France, Éditions Actes Sud, 2015

## Adaptations
- Dans le miroir... Une hirondelle, court métrage d'Hélène Milano réalisé d'après un chapitre de La Belle Italie, 2005
- Le Domaine, traduction en chinois.